# 37. ceremonia wręczenia Złotych Globów
Złote Globy za 1979 rok odbyły się 26 stycznia 1980 r. w Beverly Hilton Hotel w Los Angeles.
Nagrodę im. Cecila DeMille za całokształt twórczości otrzymał Henry Fonda.
Nagrodę Henrietty dla najbardziej popularnych aktorów otrzymali Roger Moore i Jane Fonda.
Laureaci:

## Kino

### Najlepszy film dramatyczny
Sprawa Kramerów, reż. Robert Benton

nominacje:
- Czas apokalipsy, reż. Francis Ford Coppola
- Chiński syndrom, reż. James Bridges
- Manhattan, reż. Woody Allen
- Norma Rae, reż. Martin Ritt

### Najlepsza komedia lub musical
Uciekać, reż. Peter Yates

nominacje:
- Dziesiątka, reż. Blake Edwards
- Wystarczy być, reż. Hal Ashby
- Hair, reż. Miloš Forman
- Róża, reż. Mark Rydell

### Najlepszy aktor dramatyczny
Dustin Hoffman – Sprawa Kramerów

nominacje:
- Al Pacino – ...i sprawiedliwość dla wszystkich
- Jon Voight – Mistrz
- Jack Lemmon – Chiński syndrom
- James Woods – Cebulowe pole

### Najlepsza aktorka dramatyczna
Sally Field – Norma Rae

nominacje:
- Jane Fonda – Chiński syndrom
- Jill Clayburgh – Księżyc
- Marsha Mason – Obietnica ciemności
- Lisa Eichhorn – Jankesi

### Najlepszy aktor w komedii lub musicalu
Peter Sellers – Wystarczy być

nominacje:
- Dudley Moore – Dziesiątka
- Roy Scheider – Cały ten zgiełk
- George Hamilton – Miłość od pierwszego ukąszenia
- Burt Reynolds – Zacznijmy od nowa

### Najlepsza aktorka w komedii lub musicalu
Bette Midler – Róża

nominacje:
- Julie Andrews – Dziesiątka
- Shirley MacLaine – Wystarczy być
- Marsha Mason – Rozdział drugi
- Jill Clayburgh – Zacznijmy od nowa

### Najlepszy aktor drugoplanowy
- Robert Duvall – Czas apokalipsy
- Melvyn Douglas – Wystarczy być

nominacje:
- Justin Henry – Sprawa Kramerów
- Laurence Olivier – Mały romans
- Frederic Forrest – Róża

### Najlepsza aktorka drugoplanowa
Meryl Streep – Sprawa Kramerów

nominacje:
- Valerie Harper – Rozdział drugi
- Jane Alexander – Sprawa Kramerów
- Kathleen Beller – Obietnica ciemności
- Candice Bergen – Zacznijmy od nowa

### Najlepsza reżyseria
Francis Ford Coppola – Czas apokalipsy

nominacje:
- Hal Ashby – Wystarczy być
- Peter Yates – Uciekać
- James Bridges – Chiński syndrom
- Robert Benton – Sprawa Kramerów

### Najlepszy scenariusz
Robert Benton – Sprawa Kramerów

nominacje:
- Jerzy Kosiński – Wystarczy być
- Steve Tesich – Uciekać
- Mike Gray, T.S. Cook i James Bridges – Chiński syndrom
- Irving Ravetch i Harriet Frank Jr. – Norma Rae

### Najlepsza muzyka
Carmine Coppola i Francis Ford Coppola – Czas apokalipsy

nominacje:
- Henry Mancini – Dziesiątka
- Jerry Goldsmith – Obcy – ósmy pasażer Nostromo
- Lalo Schifrin – Horror Amityville
- Carmine Coppola – Czarny rumak
- Georges Delerue – Mały romans
- Jerry Goldsmith – Star Trek

### Najlepsza piosenka
„The Rose” – Róża – muzyka i słowa: Amanda McBroom

nominacje:
- „Theme from Ice Castles (Through the Eyes of Love)” – Zamki na lodzie – muzyka: Marvin Hamlisch; słowa; Carole Bayer Sager
- „The Main Event” – Wielkie starcie – muzyka i słowa: Paul Jabara i Bruce Roberts
- „Rainbow Connection” – Wielka wyprawa muppetów – muzyka i słowa: Paul Williams i Kenny Ascher
- „Better Than Ever” – Zacznijmy od nowa – muzyka; Marvin Hamlisch; słowa: Carole Bayer Sager

### Najlepszy film zagraniczny
Klatka szaleńców, reż. Edouard Molinaro  Francja/ Włochy

nominacje:
- Małżeństwo Marii Braun, reż. Rainer Werner Fassbinder  RFN
- Europejczycy, reż. James Ivory  Wielka Brytania
- Mój Boże jak ja nisko upadłam, reż. Luigi Comencini  Włochy
- Żołnierz Orański, reż. Paul Verhoeven  Holandia

### Odkrycie roku – aktor
Rick Schroder – Mistrz

nominacje:
- Dennis Christopher – Uciekać
- Treat Williams – Hair
- Justin Henry – Sprawa Kramerów
- Dean Paul Martin – Gracze

### Odkrycie roku – aktorka
Bette Midler – Róża

nominacje:
- Bo Derek – Dziesiątka
- Susan Anton – Goldengirl
- Lynn-Holly Johnson – Zamki na lodzie
- Lisa Eichhorn – Jankesi